# Меланагра
Мела̀награ (на гръцки: Μελάναγρα; на турски: Adaçay) е село в Кипър, окръг Фамагуста. Според статистическата служба на Северен Кипър през 2011 г. селото има 100 жители.
Де факто е под контрола на непризнатата Севернокипърска турска република.